# Estación Pensilvania (Nueva York)
La estación Pensilvania (en inglés: Pennsylvania Station), conocida comúnmente como Penn Station, es una estación terminal y un importante punto ferroviario del tren de cercanías de la ciudad de Nueva York. La estación se encuentra localizada en los niveles subterráneos de la Pennsylvania Plaza, un complejo urbano localizado entre la Séptima Avenida y Octava Avenida entre la Calle 31 y la Calle 33 en Midtown Manhattan, propiedad de Amtrak. A la estación llegan más de 600 000 pasajeros al día (comparado con los 140 000  de la Grand Central Terminal) a un promedio de mil personas cada 90 segundos, siendo la estación ferroviaria más ocupada de Estados Unidos y, por mucho, la estación ferroviaria más transitada de América del Norte.
La estación Penn está en el centro del Corredor Noreste, una línea férrea electrificada que se extiende hasta el sur de Washington D. C. y el norte de Boston. Los trenes urbanos son operados por Amtrak, mientras que los de cercanías son operados por el Ferrocarril de Long Island y el New Jersey Transit. La estación Penn también sirve como parada de seis rutas del Metro de Nueva York. 
La estación Penn llegó a recibir más de 8,9 millones de arribos y salidas en 2011, doblando a la estación que le sigue en tráfico, la Union Station en Washington D. C. A la estación Penn se le asignó el Código de aeropuertos de IATA ZYP. El código para la estación de Amtrak y NJ Transit es NYP.
Debido a la creciente demanda de pasajeros de la estación, el ayuntamiento de Nueva York aprobó la ampliación de esta a la ubicación donde se encuentra el actual Madison Square Garden (MSG), lugar exacto donde se encontraba la antigua estación hasta 1963, cuando fue demolida. Por tal motivo, el Consejo de la ciudad decidió darle un ultimátum de 10 años, desde 2013, a los equipos profesionales que juegan de local en este escenario (New York Knicks, New York Rangers y New York Liberty) para que busquen un nuevo escenario en la ciudad o para que se trasladen de sede ya que el MSG, una vez se haya cumplido el plazo en 2023, será demolido. 

## Historia
El ferrocarril de Pensilvania (PRR) llegaba a la ciudad Nueva York y a su nueva estación a través de unos túneles de vía única, dos bajo el río Hudson (en el Oeste) y cuatro bajo el río Este (East river) y para la circulación por esos túneles, era esencial la electrificación. Se optó por el sistema de corriente continua a 650 V por tercer raíl. La realización del proyecto de la estación duró 7 años, de 1903 a 1910, y la electrificación se extendía entonces desde Manhattan Transfer, al este de Newark, hasta la playa de estacionamiento de composiciones en Sunnyside, en Long Island, un total de 21,5 kilómetros. 
En esos primeros años los convoyes eran arrastrados por locomotoras eléctricas de la clase DD1 hasta Manhattan Transfer, en los Jersey Meadows. En Manhattan Transfer, a 14,2 kilómetros al este de la estación, se realizó durante muchos años el cambio de/a vapor. Cuando la electrificación aérea se extendió hasta Filadelfia, la estación de Manhattan Transfer se dejó de usar.

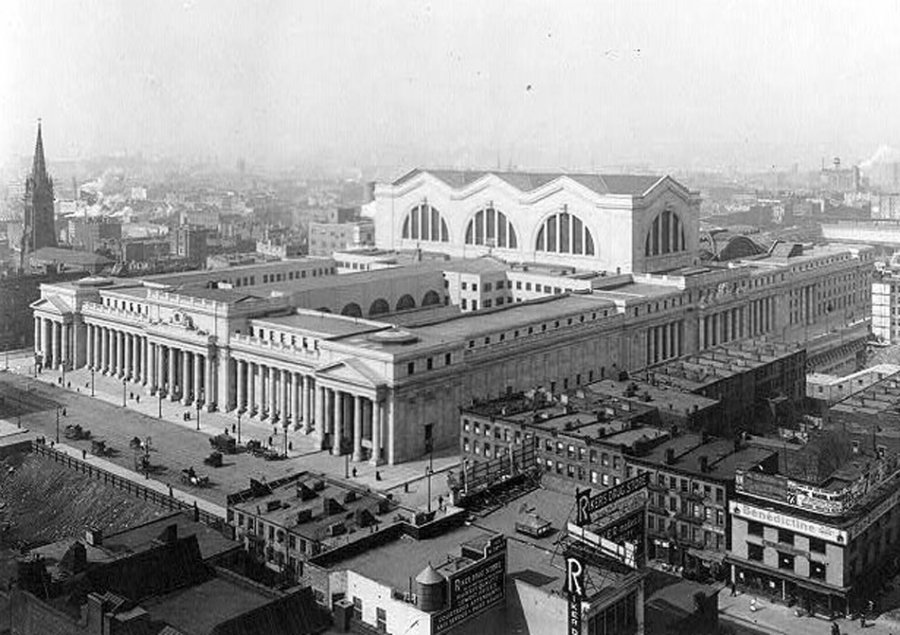
Vista noreste de la antigua Estación Pensilvania hacia 1911. El tamaño de la estructura en comparación con los edificios de los alrededores es notable. Muy poco de este paisaje sobrevive en el moderno Manhattan en la actualidad.

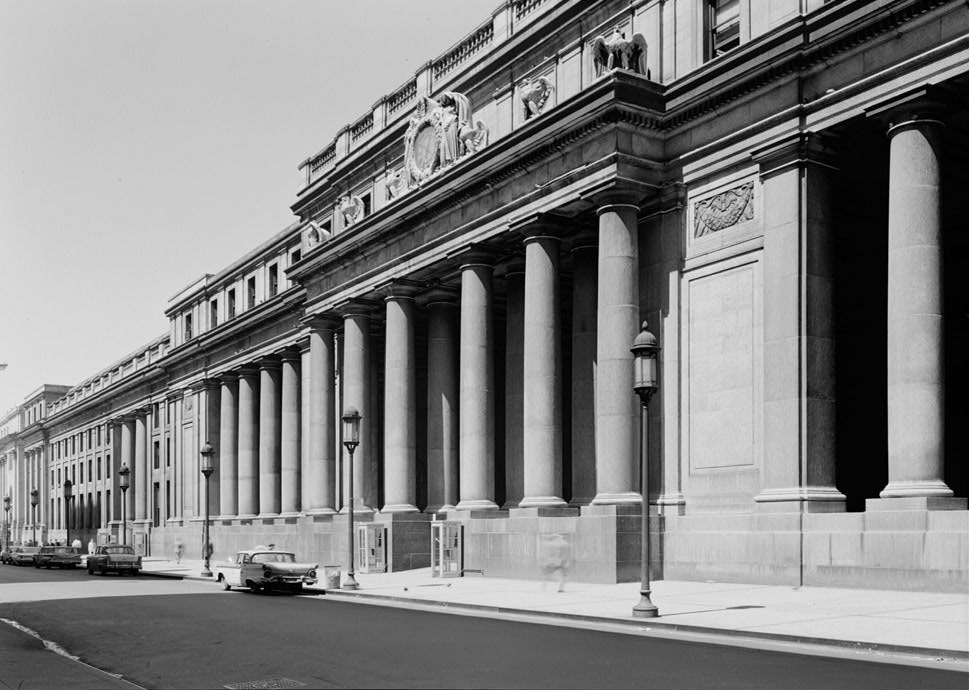
La Estación Pensilvania original en 1962, poco antes de su demolición

La estación recibió el nombre por el PRR, su constructor y original arrendatario, y comparte su nombre con varias estaciones en otras ciudades. La instalación actual es el remanente sustancialmente remodelado de una estructura mucho más grande, diseñada por la firma McKim, Mead & White y terminada en 1910. 
El edificio original de la estación de Pensilvania, fue una obra maestra excepcional del estilo Beaux Arts y una de las joyas arquitectónicas de la ciudad de Nueva York. En 1963 la estructura de piedra fue demolida, para vender los derechos de uso la tierra, o terreno de superficies, donde se ubicaba, permitiendo así la construcción de la actual estación subterránea (Penn Station).
El objetivo era minimizar los miles de millones de dólares que el PRR perdía anualmente. En la superficie donde se asentaba la antigua estación de Pensilvania, se construyó el actual Madison Square Garden.

### Estructura original (1910 - 1963)
La estructura original era de granito rosa y se caracterizó por una imponente columnata sobria de columnas dóricas. Esta encarnaba la sofisticada integración de múltiples funciones y la circulación de personas y mercancías. La estación, diseñada por McKim, Mead and White combinaba andenes de vidrio y acero, y un conjunto magníficamente proporcionado con una impresionante entrada monumental a la ciudad de Nueva York. 
Su enorme sala de espera principal, inspiradas en las termas de Caracalla, se aproximaban a la escala de la nave de la basílica de San Pedro en Roma, expresado aquí en un marco de acero revestido en yeso que imita las porciones de la pared inferior de travertino. Fue el mayor espacio interior en Nueva York y, de hecho, uno de los mayores espacios públicos en el mundo. Con más de 28 000 m², era la mayor estación de trenes.
Los andenes, bajo el nivel de la calle, recibían luz de la enorme vidriera y de miles de cristales cuadrangulares en los suelos de los pisos superiores que permitían que la luz llegara a los niveles inferiores. Durante las sucesivas décadas de 1930, 1940 y 1950 los accesos a las plataformas desde el vestíbulo de las vidrieras recibieron cambios destinados a fines funcionales.

La estación tuvo su máximo apogeo de uso durante la Segunda Guerra Mundial, y hasta finales de la década de 1950, cuando el uso interurbano de ferrocarril disminuyó drásticamente con la llegada de la era del Jet y el Sistema Interestatal de Autopistas. El ferrocarril de Pensilvania planteó deshacerse del coste de operaciones de la estructura subutilizada. En 1962 se anunciaron planes para la nueva Plaza de Penn y el Madison Square Garden. A cambio de los derechos de aire de la estación, el ferrocarril de Pensilvania obtendría una nueva, con aire acondicionado, más pequeña ubicada completamente por debajo del nivel de calle sin costo, y una participación del 25% en el nuevo Madison Square Garden.

La demolición de la estructura original, considerada por algunos como justificada, y por otros como progresista a la vez, creó indignación internacional, y según comenzaba el desmantelamiento de la vieja estructura, el New York Times se lamentaba:

Hasta que cayó el primer golpe, nadie estaba convencido de que la estación de Pensilvania realmente iba a ser demolida; o que Nueva York permitiría este monumental acto de vandalismo en contra de uno de los mejores y más grandes hitos de su edad de la elegancia romana.

Su destrucción dejó una herida profunda y duradera en la conciencia arquitectónica de la ciudad. La demolición de la estación Pensilvania se considera que ha sido el catalizador para la promulgación de los primeros estatutos de la preservación arquitectónica de la ciudad. La demolición de la estación dejó tal huella que impidió la demolición de su rival Grand Central Terminal años más tarde. Una de las esculturas que rodeaban el reloj esculpido, las cuales fueron modeladas utilizando el modelo Audrey Munson, todavía sobrevive en la fuente en memoria de los Eagle Scout en Kansas City, Misuri. También hay una cariátide en el jardín de esculturas en el Museo Brooklyn, y 14 de los 22 adornos del águila original todavía existen.

## Legado cultural
- Además de haber salido en decenas de películas como Un marido rico (the Palm beach story), la estación es mencionada en la canción Chattanooga Choo Choo:
- En el videojuego multiplataforma "Prototype", este lugar es donde el protagonista 'muere' al inicio de la historia.

You leave the Pennsylvania Station 'bout a quarter to four

Read a magazine and then you're in Baltimore

Diner in the dinner

Nothing could be finer...

## Galería

Estación Pensilvania (1910-1963)
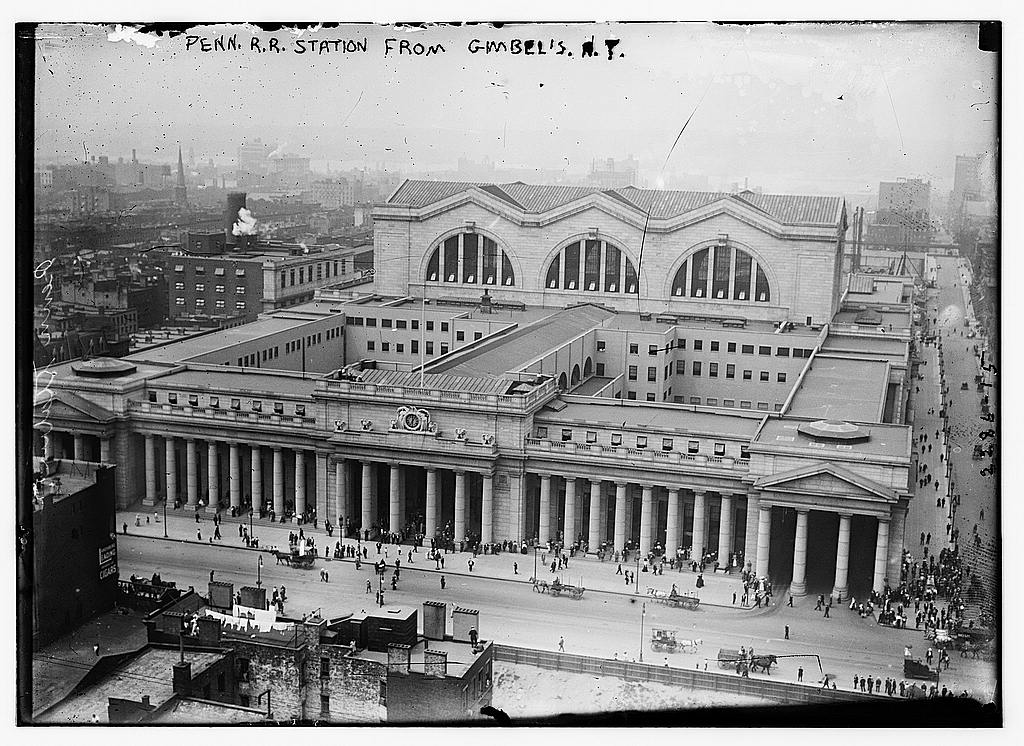
La estación en 1911
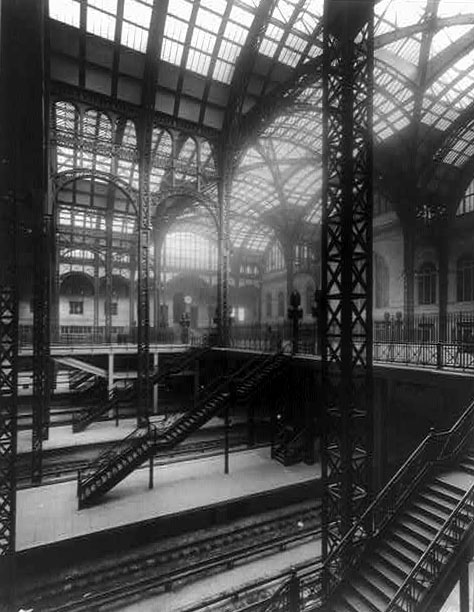
Escaleras para acceder al nivel inferior
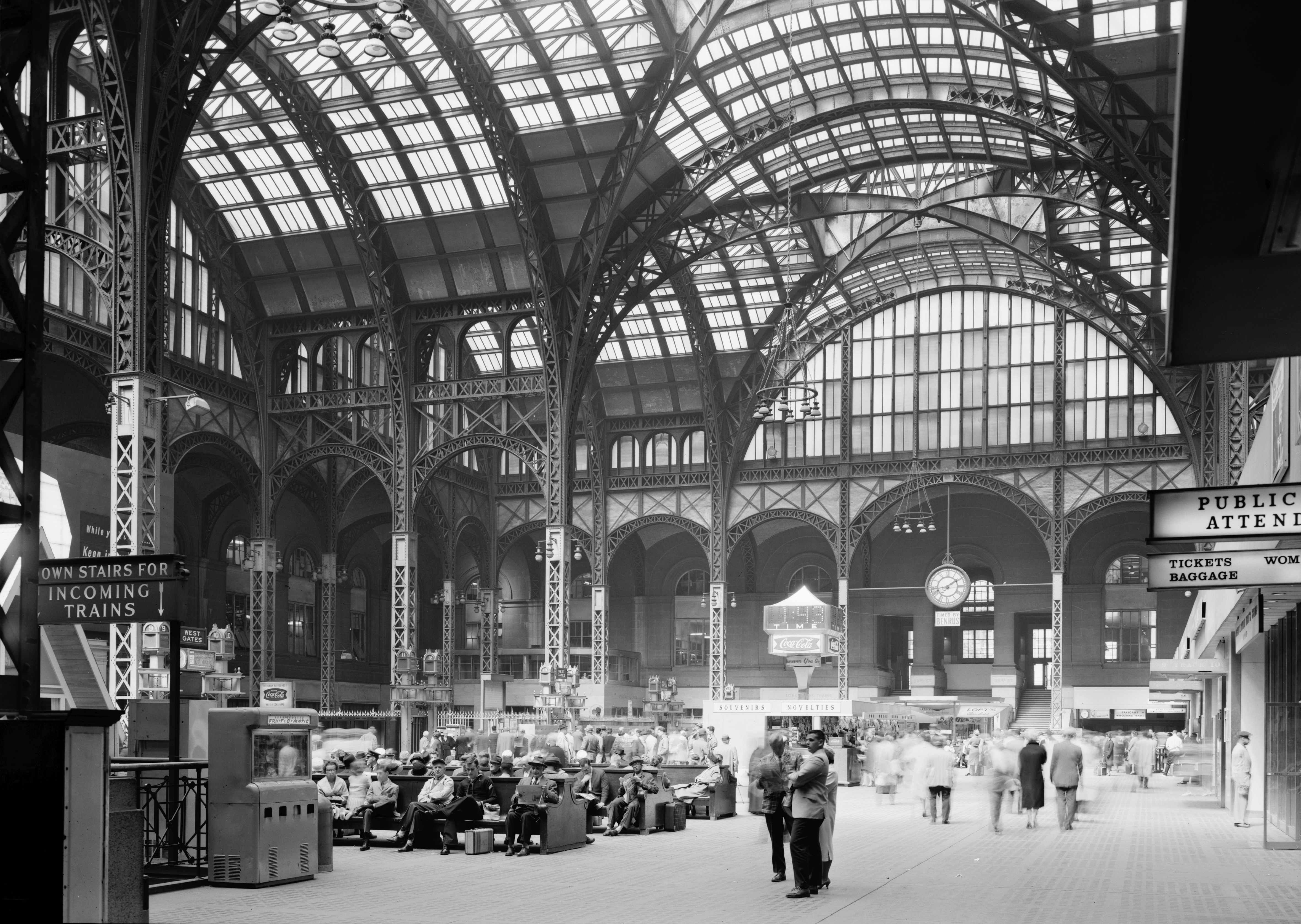
En 1962
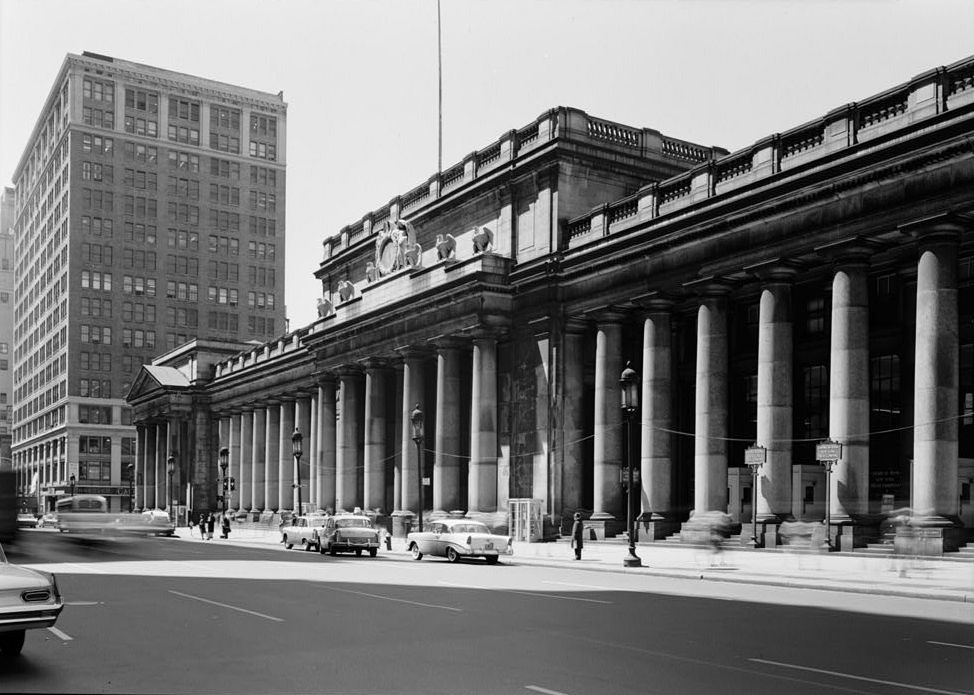
Fachada exterior este (7th Ave.)
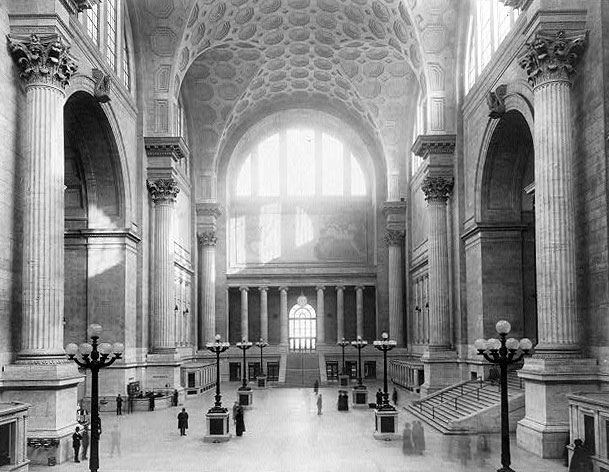
Sala de espera principal
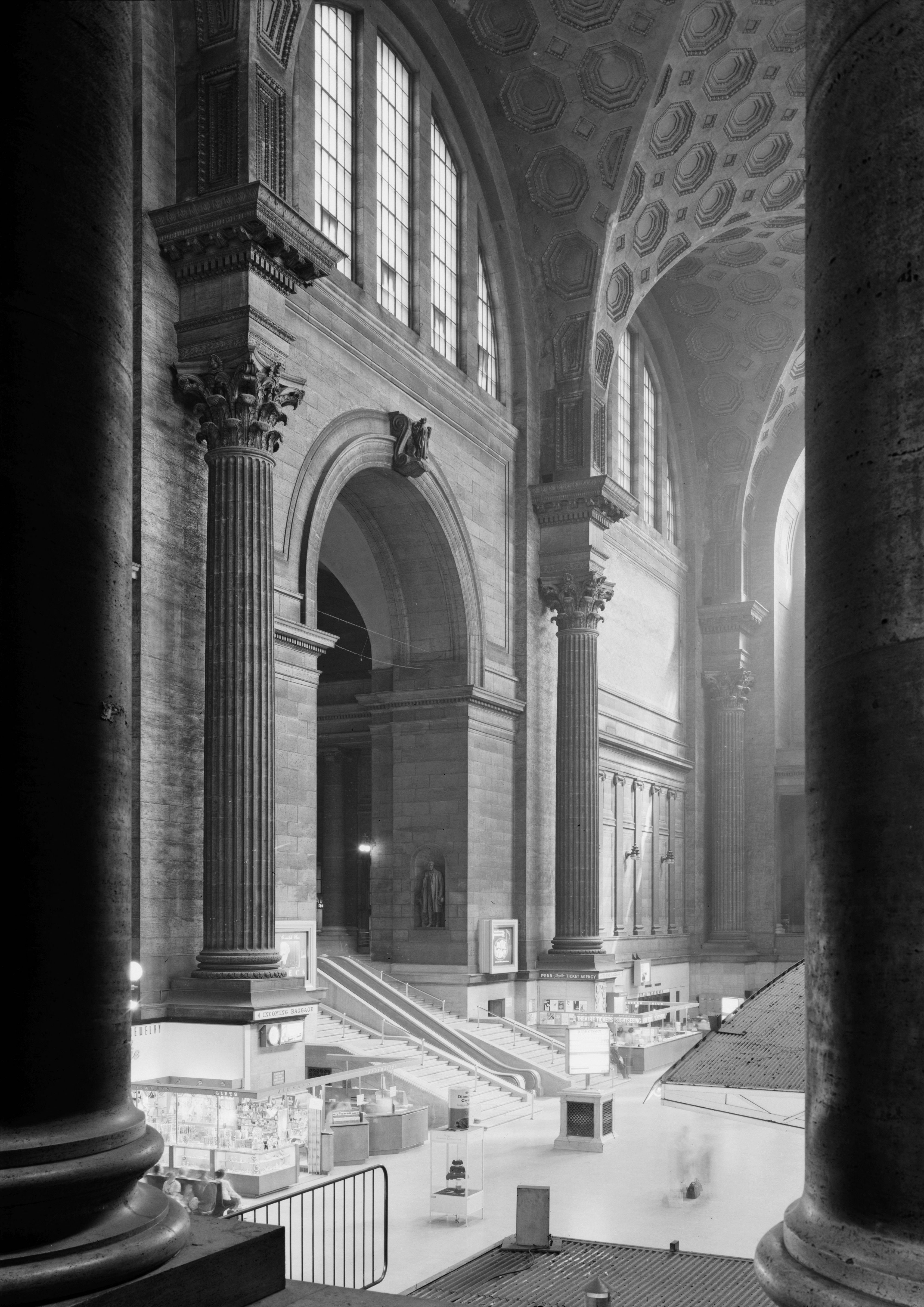
Columnas corintias de la sala de espera principal

Estación Pensilvania en el siglo XXI
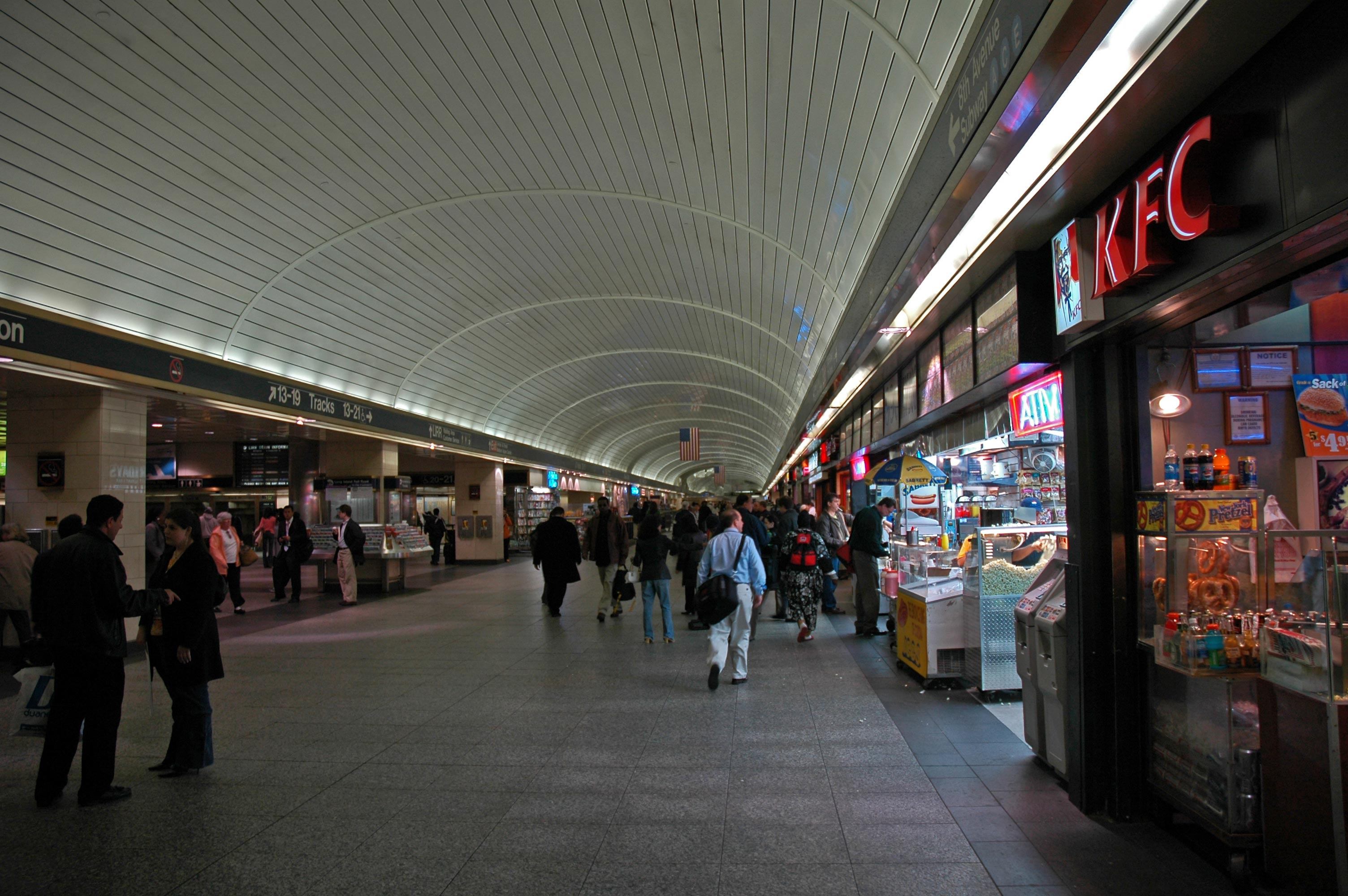
Ferrocarril de Long Island (LIRR) andén subterráneo
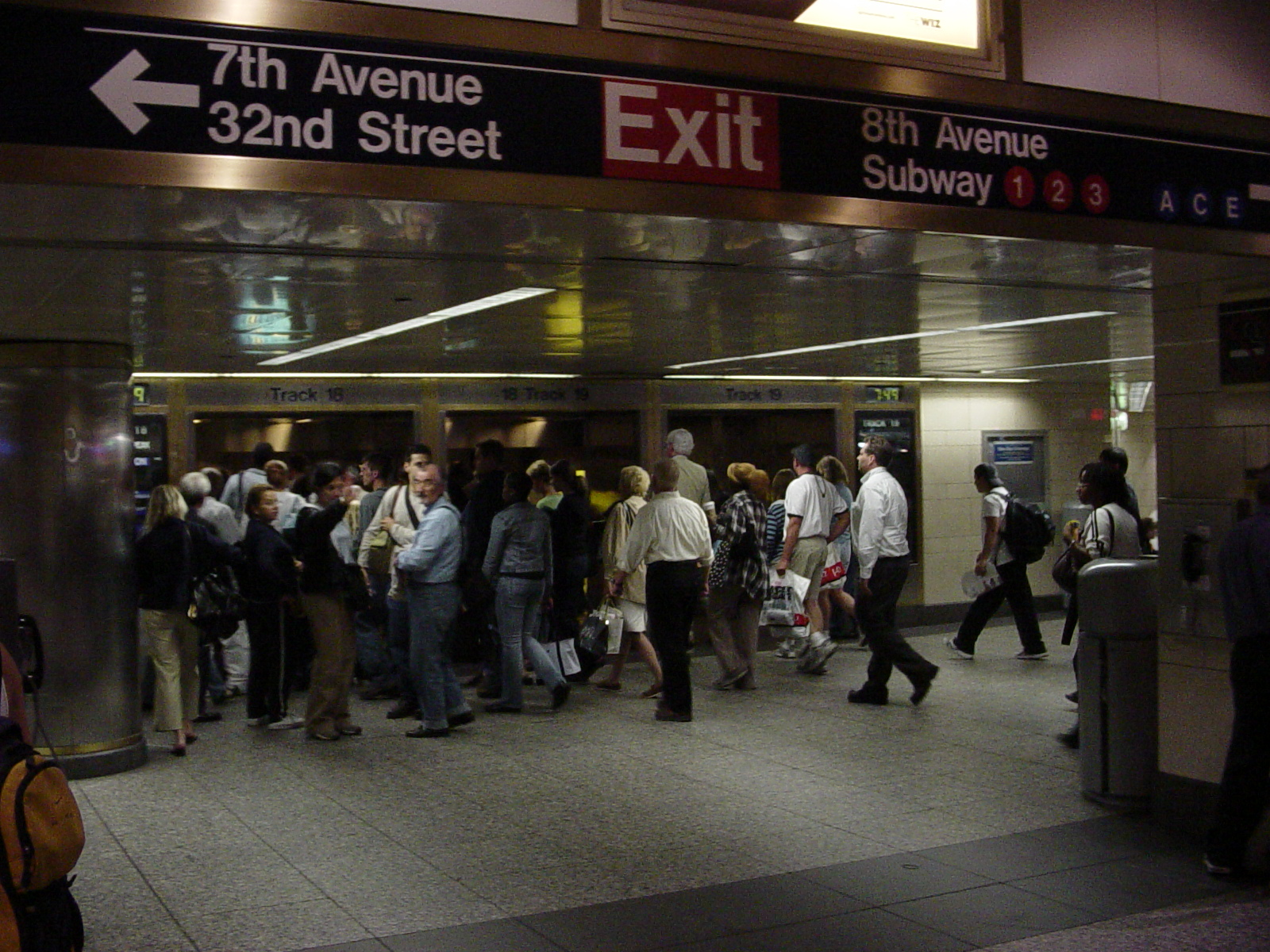
Típica hora pico en los trenes del LIRR
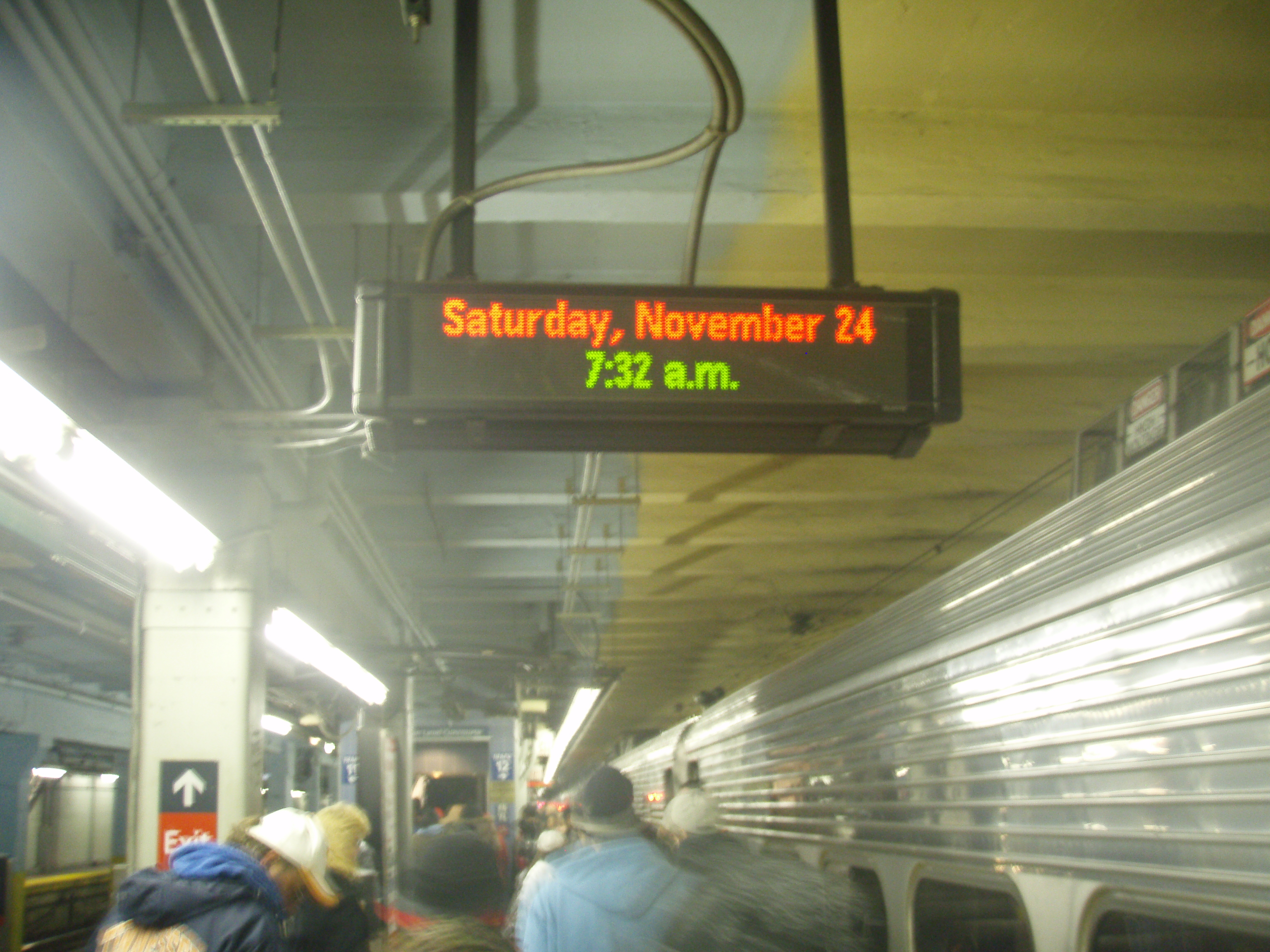
Nivel del andén
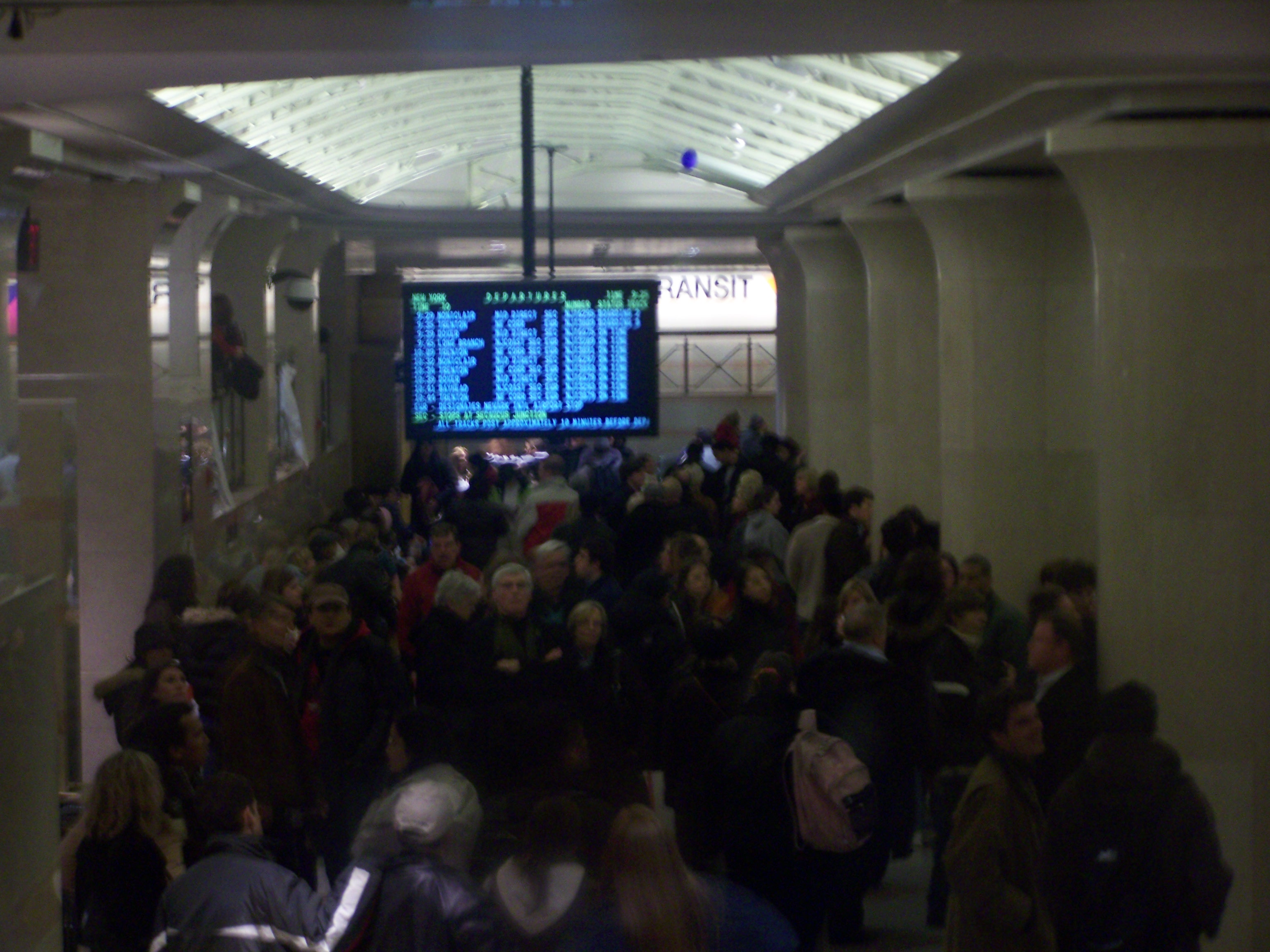
Hora pico en el andén del New Jersey Transit
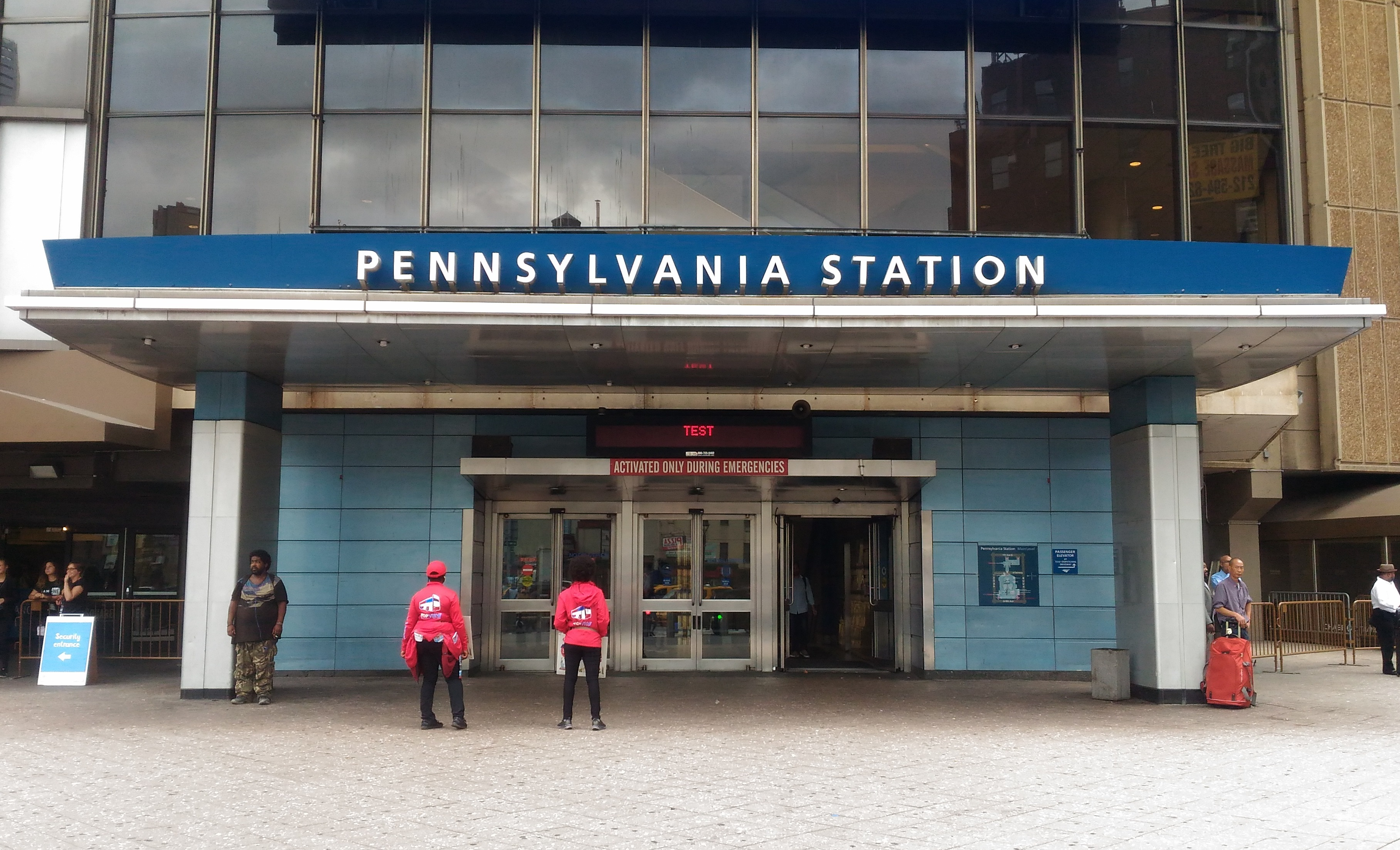
Entrada de la Octava Avenida
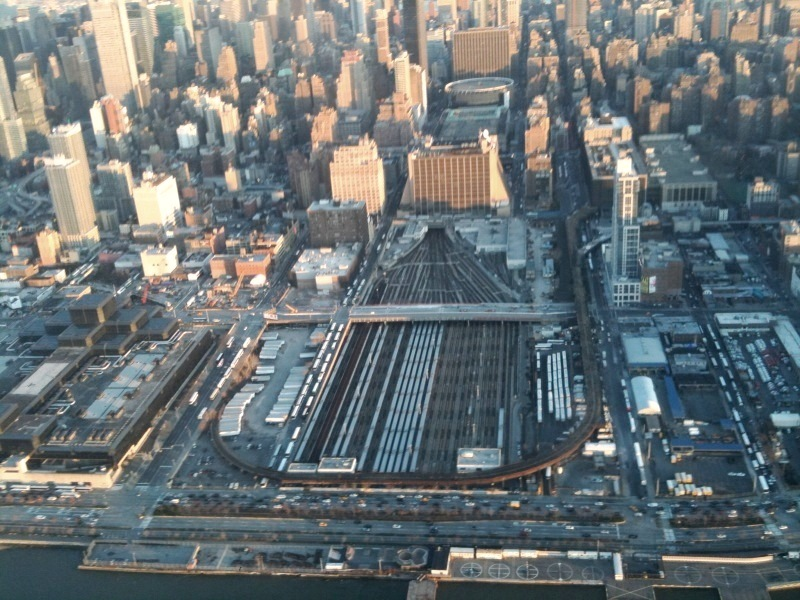
Patio de maniobras entre la Penn Station y el Río Hudson